# Daniela Altamore
Daniela Altamore (Milazzo, 8 aprile 1972) è un'ex cestista italiana.
Guardia di 172 cm, ha giocato in Serie A1 con Priolo Gargallo. È stata campionessa d'Italia e d'Europa con la formazione siciliana.

## Carriera
Nel 1986-87 è in Serie C alla Virtus Augusta. Nel 1987-88 passa all'Enichem Priolo, con cui esordisce nella massima serie e vince scudetto e Coppa dei Campioni.
Nel 1990-91 gioca nel Cstl Basket Catania. Nel 1991-92 gioca nella P.C.R. Messina, con cui totalizza una media di 12 punti a partita. Dopo la promozione in A2, è confermata anche nella stagione seguente.
Nel 1996-97 gioca nel Cstl Basket Catania.
Nel 1998-99 torna ad Augusta, con cui disputa anche la stagione seguente. Nel 2000-2001 gioca alla Virtus Siracusa.

## Statistiche

### Statistiche in campionato
Dati aggiornati al 30 giugno 1999
| Stagione        | Squadra             | Competizione | Partite | Partite | Partite | Statistiche tiro | Statistiche tiro | Statistiche tiro | Altre statistiche | Altre statistiche | Altre statistiche | Altre statistiche | Altre statistiche |
| Stagione        | Squadra             | Competizione | Pres.   | Titol.  | Minuti  | Tiri da 2        | Tiri da 3        | Liberi           | Rimb.             | Assist            | Rubate            | Stopp.            | Punti             |
| --------------- | ------------------- | ------------ | ------- | ------- | ------- | ---------------- | ---------------- | ---------------- | ----------------- | ----------------- | ----------------- | ----------------- | ----------------- |
| 1986-1987       | Virtus Augusta      | Serie C      |         |         |         |                  |                  |                  |                   |                   |                   |                   |                   |
| 1987-1988       | Ibla Priolo         | Serie A1     | 7       |         |         |                  |                  |                  |                   |                   |                   |                   | 2                 |
| 1988-1989       | Enichem Priolo      | Serie A1     | 15      |         |         |                  |                  |                  |                   |                   |                   |                   | 9                 |
| 1989-1990       | Enimont Priolo      | Serie A1     | 5       |         | 31      | 3/6              | 0/1              | 2/3              | 1                 | 1                 | 4                 |                   | 8                 |
| 1990-1991       | Cstl Basket Catania | Serie A2     |         |         |         |                  |                  |                  |                   |                   |                   |                   |                   |
| 1991-1992       | P.C.R. Messina      | Serie B      |         |         |         |                  |                  |                  |                   |                   |                   |                   |                   |
| 1992-1993       | P.C.R. Messina      | Serie A2     |         |         |         |                  |                  |                  |                   |                   |                   |                   |                   |
| 1993-1994       | Trogylos Priolo     | Serie A1     | 19      |         | 70      | 13/21            | 1/3              | 5/6              | 6                 | 0                 | 6                 |                   | 34                |
| 1995-1996       | Isab Energy Priolo  | Serie A1     | 8       |         | 51      | 3/5              | 3/11             | 3/4              | 5                 | 0                 | 1                 |                   | 18                |
| 1996-1997       | Cstl Basket Catania | Serie A2     |         |         |         |                  |                  |                  |                   |                   |                   |                   |                   |
| 1997-1998       | Isab Energy Priolo  | Serie A1     | 21      |         | 433     | 21/42            | 26/85            | 18/23            | 12                | 4                 | 12                |                   | 138               |
| 1998-1999       | Aprile Augusta      | Serie B      |         |         |         |                  |                  |                  |                   |                   |                   |                   |                   |
| 1999-2000       | Aprile Augusta      | Serie B      |         |         |         |                  |                  |                  |                   |                   |                   |                   |                   |
| 2000-2001       | Virtus Siracusa     | Serie B      |         |         |         |                  |                  |                  |                   |                   |                   |                   |                   |
| Totale carriera |                     |              |         |         |         |                  |                  |                  |                   |                   |                   |                   |                   |

### Statistiche nelle coppe europee
Dati aggiornati al 30 giugno 1990
| Stagione        | Squadra            | Competizione    | Partite | Partite | Partite | Statistiche tiro | Statistiche tiro | Statistiche tiro | Altre statistiche | Altre statistiche | Altre statistiche | Altre statistiche | Altre statistiche |
| Stagione        | Squadra            | Competizione    | Pres.   | Titol.  | Minuti  | Tiri da 2        | Tiri da 3        | Liberi           | Rimb.             | Assist            | Rubate            | Stopp.            | Punti             |
| --------------- | ------------------ | --------------- | ------- | ------- | ------- | ---------------- | ---------------- | ---------------- | ----------------- | ----------------- | ----------------- | ----------------- | ----------------- |
| 1987-1988       | Ibla Priolo        | Ronchetti       | 0       |         |         |                  |                  |                  |                   |                   |                   |                   | 0                 |
| 1988-1989       | Enichem Priolo     | Ronchetti       | 3       |         |         |                  |                  |                  |                   |                   |                   |                   | 20                |
| 1989-1990       | Enimont Priolo     | C. Campioni     | 6       |         |         |                  |                  |                  |                   |                   |                   |                   | 12                |
| 1997-1998       | Isab Energy Priolo | Ronchetti       | 4       |         | 93      | 3/8              | 6/16             | 7/9              | 1                 | 2                 | 1                 |                   | 31                |
| Totale carriera | Totale carriera    | Totale carriera | 13      |         | 93      | 3/8              | 6/16             | 7/9              | 1                 | 2                 | 1                 |                   | 63                |

## Palmarès
- Campionato italiano: 1
Trogylos Priolo: 1988-1989
- Coppa dei Campioni: 1
Trogylos Priolo: 1989-1990
- Campionato italiano di Serie B: 1
PCR Messina: 1991-1992